# Яблочков, Иван Дмитриевич
Иван Дмитриевич Яблочков (р. не позднее 1655, ум. не ранее 1713) — российский государственный деятель, стольник, воевода. Из дворянского рода Яблочковых, сын стряпчего Дмитрия Ивановича Яблочкова — помещика Мещовского уезда.
Быстро продвинулся по службе благодаря покровительству И. Ф. Стрешнева — своего соседа по мещовскому имению, и его зятя Богдана Хитрово. 17 июля 1676 года (в молодом возрасте) произведён в стряпчие, через 10 лет — в стольники.
С 26 октября 1689 по январь 1691 — воевода Обояни. Был обвинён в самоуправстве, во взятках и в том, что из-за него произошёл пожар. Началось следствие, в ходе которого также выяснилось, что Яблочков с помощью угроз понуждал городовых и уездных людей подписать челобитную с просьбой оставить его воеводой на третий годовой срок. В результате Яблочков был отстранен от должности.
В последующие годы снова находился на дворцовой службе. В 1696 году был послан в Богородицкое для переписи недорослей. В 1698—1700 воевода Нового Оскола. Там тоже был обвинён в злоупотреблениях.
Оставив службу, жил в своём имении — селе Которь Мещовского уезда. Последний раз упоминается в документах в 1713 году.
Сын — Пётр Иванович (1680—1731).
Иван Дмитриевич Яблочков — предок по прямой мужской линии знаменитого электромеханика Павла Яблочкова.